# Čung Kchuej

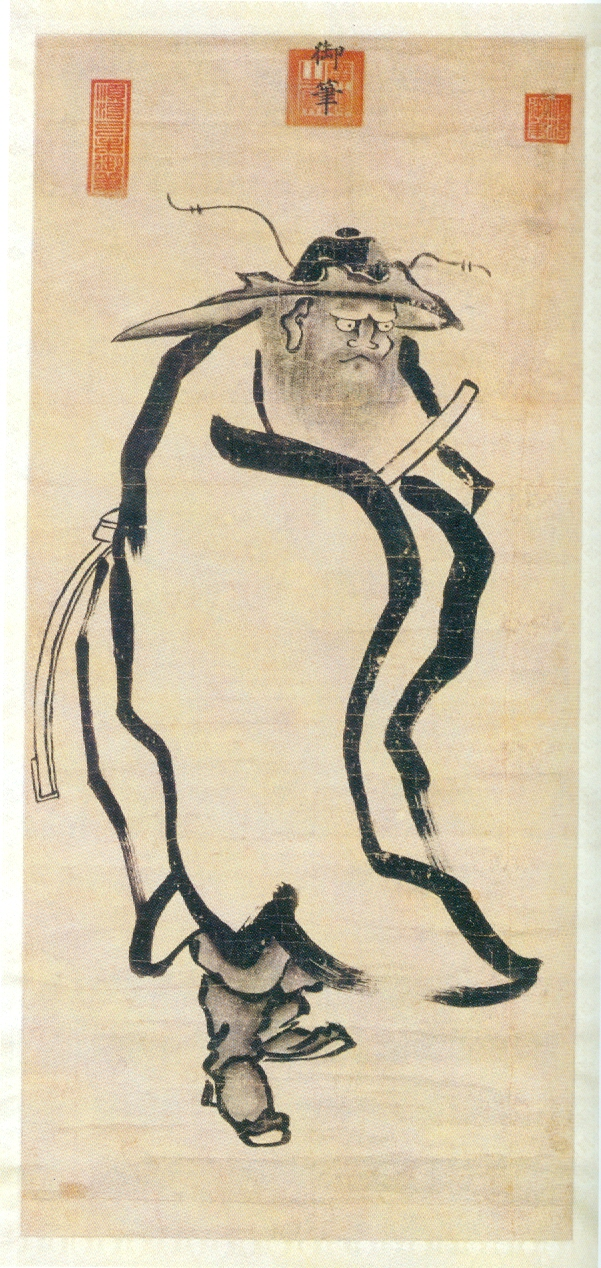
Tušová kresba Čung Kchueje, císař Šun-č’ (vládl 1643–1661), Palácové muzeum v Pekingu

Čung Kchuej (čínsky pchin-jinem Zhōng Kuí, znaky zjednodušené 钟馗, tradiční 鍾馗; japonsky Šóki) je postava čínské mytologie. Tradičně je považován za bojovníka s duchy a démony. Jeho obraz je malován na domovní dveře nebo vrata, aby sloužil jako strážní duch.
Čung Kchuej byl původně tchangský kandidát úřednických zkoušek, který spáchal sebevraždu poté, co nebyl u zkoušek patřičně oceněn. V sungském období byla oficiálně uznána jeho ochranná moc.